# Галушка, Ксения Андреевна
Ксения Андреевна Галушка (укр. Оксана Андріївна Галушка; 1894 год, Городок, Австро-Венгрия — дата смерти неизвестна, там же, Львовская область, Украинская ССР) — звеньевая колхоза имени Шевченко Городокского района Львовской области, Украинская ССР. Герой Социалистического Труда (1958).
Родилась в 1894 году в крестьянской семье в городе Городок. В раннем детстве осиротела. Воспитывалась у своих родственников. Трудилась в сельском хозяйстве. С 1950 года — звеньевая полеводческого звена колхоза имени Шевченко города Городок Львовской области.
В 1957 году звено Ксении Галушки собрало в среднем по 710 центнеров сахарной свеклы с каждого гектара и в 1958 году — в среднем с каждого гектара по 627 центнеров сахарной свеклы и по 1050 центнеров зелёной массы кукурузы. Указом Президиума Верховного Совета СССР от 26 февраля 1958 года «за особые заслуги в развитии сельского хозяйства и достижение высоких показателей по производству зерна, сахарной свеклы, мяса, молока и других продуктов сельского хозяйства и внедрение в производство достижений науки и передового опыта» удостоена звания Героя Социалистического Труда с вручением ордена Ленина и золотой медали «Серп и Молот».
После выхода на пенсию проживала в городе Городок Львовской области.